# Papa Charlie Jackson
Papa Charlie Jackson (* um 1885 in New Orleans; † 1938 in Chicago) war ein früher US-amerikanischer Blues-Musiker. Er spielte eine Banjo-Gitarre und die Ukulele. Seine ersten Aufnahmen entstanden 1924. Die Einzelheiten seines Lebens liegen größtenteils im Dunkeln, doch ist er wahrscheinlich um 1885 in New Orleans geboren und 1938 in Chicago gestorben.
Jackson trat in den frühen 1920ern in Medizinshows rund um Chicago auf. Seine Aufnahmen Papa’s Lawdy Lawdy Blues und Airy Man Blues (Paramount Records, August 1924) waren die ersten Aufzeichnungen eines männlichen Blues-Interpreten und markieren den Übergang vom Vaudeville Blues zum Country Blues. Sein erfolgreichstes Stück dürfte Salty Dog Blues (Paramount Records, Ende September 1924) sein. Er machte auch Aufnahmen mit Ida Cox, Hattie McDaniel und Ma Rainey.
In den späten 1920ern erreichte seine Popularität ihren Höhepunkt. Mit Blind Blake nahm er Papa Charlie and Blind Blake Talk About It (ein Stück in zwei Teilen) auf. Später wechselte Jackson von Paramount Records zu Okeh und machte mit Big Bill Broonzy Aufnahmen, welche aber nie veröffentlicht wurden.

## Einzelanmerkungen
1. ↑  Paramount 12236-B bei Paramount Records Discography.

| Personendaten    | Personendaten                   |
| ---------------- | ------------------------------- |
| NAME             | Jackson, Papa Charlie           |
| KURZBESCHREIBUNG | US-amerikanischer Blues-Musiker |
| GEBURTSDATUM     | um 1885                         |
| GEBURTSORT       | New Orleans                     |
| STERBEDATUM      | 1938                            |
| STERBEORT        | Chicago                         |